# Мъзга
Мъзга̀ се нарича сокът, който се съдържа под кората на дърветата и се отделя при нараняването им. Представлява течност, която се придвижва в проводящата дървесна тъкан. Други течности, които се отделят от растенията, като латекс, смола и клей понякога също неправилно се наричат мъзга.
Тя се състои основно от вода, минерални елементи, хранителни съставки, полизахариди и хормони. В общия случай мъзгата се провежда от корените към листата.
Мъзгата на някои растения се събира и използва за консумация: мъзга от клен е основната съставка за кленовия сироп. В страни като Русия, Латвия през пролетта се събира мъзга от брези и се консумира в прясно или ферментирало състояние. В магазините също се продава в брезов сок в опаковки като плодовите сокове.